# Alchemilla minutidens
Alchemilla minutidens är en rosväxtart som beskrevs av Robert Buser. Alchemilla minutidens ingår i släktet daggkåpor, och familjen rosväxter. Inga underarter finns listade i Catalogue of Life.